# Савченко, Зинаида Александровна
Зинаида Александровна Савченко (07.03.1932 — ?) — бригадир колхоза «Бируинца» Резинского района Молдавской ССР, Герой Социалистического Труда (30.04.1966).
Родилась в селе Шолдэнешт, в советское время — Резинский район Молдавской ССР, сейчас — Шолданештский район Молдавии. Член КПСС с 1956 года.
В 1953 году окончила агрономическое отделение Кукурузенского сельскохозяйственного техникума имени Г. И. Котовского. В 1953—1956 годах главный агроном колхоза имени Шевченко Резинского района.
В 1956—1957 годах агроном по защите растений в колхозе «Бируинца» в её родном селе. В 1957—1960 годах бригадир полеводческой бригады. В 1960—1966 годах бригадир комплексной бригады. С 1966 года бригадир табаководческой бригады.
В 1962—1964 годах её бригада собрала в среднем за 3 года с площади 30 га по 26,6 ц/га табачного листа, а в 1965 г. с площади 35 га — по 20,2 ц/га.
Герой Социалистического Труда (30.04.1966).
Депутат Верховного Совета Молдавской ССР 4 и 5 созывов.